# Gamèti
Gamèti (bis zum 4. August 2005: Rae Lakes), offiziell Tlicho Community Government of Gameti ist eine Gemeinde in der North Slave Region der Northwest Territories in Kanada.

## Name
Der Name bedeutet laut Legislative Assembly of the Northwest Territories (Parlament der Nordwest-Territorien) „Gamè's Ort“, und bezieht sich auf den Nachnamen der ersten Stammesältesten, die hier auf dem halben Weg von Great Slave Lake und Great Bear Lake siedelten.
Das Prince of Wales Northern Heritage Centre gibt die Bedeutung mit Kaninchen-See an. 'Gamè' bedeutet 'Kaninchen', und 'tì' Wasser oder See.
Gameti hatte laut kanadischem Zensus von 2006 283 Einwohner, die alle als First Nations registriert sind. Lokalsprachen sind Tlicho und Englisch.

## Gemeinde
Die Gemeinde besitzt einen Flugplatz. Sie hat keinen Anschluss an das Allwetter-Straßennetz. Im Winter gibt es manchmal eine Eisstraße. Es gibt eine Kindertagesstätte und die Jean Wetrade Schule, welche bis zum neunten Schuljahr unterrichtet. Zudem gibt es ein Postamt, eine Ambulanz und das Rae Lakes Warenhaus.
Gameti ist eine von vier Tlicho-Gemeinden, welche das Tlicho Government bilden.